# 체코 항공
체코 항공(영어: Czech Airlines, 체코어: České aerolinie, a.s.)은 체코에 있었던 항공사로, 본사는 체코 프라하에 위치해 있으며 허브 공항은 프라하 바츨라프 하벨 국제공항이 있었다. 한때 현존하는 항공사 중 다섯 번째로 오래된 항공사였다.

## 역사

### 노선망 확충
1923년 10월 6일 체코슬로바키아 정부가 CSA(영어: Czechoslovak State Airlines)라는 이름으로 설립했다. 설립 후 23일이 지나 체코의 프라하와 슬로바키아의 브라티슬라바를 연결하는 첫 운항을 개시했다. 국내선 취항만 하다가 1930년 프라하 ~ 브라티슬라바 ~ 자그레브를 잇는 첫 해외 노선을 취항했다. 1939년 독일 정부가 체코슬로바키아를 점령하자 체코 항공산업 개발이 중단되었다. 1938년 로마, 부다페스트, 파리 노선에 취항했다. 1947년 첫 대륙 간 노선인 카이로와 앙카라 노선의 운항을 시작했다. 1970년 몬트리올과 뉴욕 노선을 확대하였다. 전 세계에서 제트 항공기 서비스를 두 번째로 성공한 항공사이며 제트 항공기 노선만으로 정기 노선에 취항한 세계 최초의 항공사로 알려져 있다. 유럽의 주요 도시, 중동을 포함한 전 세계 41개국, 69개 도시에 취항하고 있으며 또한 'OK Plus'라는 마일리지 프로그램을 운영하고 있다.

### 스카이팀 가입
2001년 항공 동맹인 스카이팀에 가입했다. 2009년 5500만 승객을 수송했다. 지분 가운데 51.7%는 체코아에로홀딩이, 대한항공이 44%를 보유하였으나, 2013년 12월, 트래블서비스 (현.스마트윙스)가 지분을 확대하는 과정으로 인해, 대한항공이 44%의 지분을 보유하여 1대 주주가 되었다. 트래블서비스 (현.스마트윙스)는 34%, 체코아에로홀딩은 19.74%를 보유하게 된다. 2018년 2월 28일 트래블서비스 (현.스마트윙스)가 대한항공지분 44%, 체코 정부 지분 19.73%을 매입하여 97.73%로 1대주주가 되었다.

### 모라토리움 선언
2019년 3월, Smartwings는 CSA가 자사 기종을 전환할 것이며, 에어버스 A319와 ATR 72 항공기는 퇴역할 것이라고 발표했다. 2019년 10월 체코 항공은 A320neo 주문에서 전환된 4대의 에어버스 A220-300과 3대의 A321XLR 주문을 발표했다. 2021년 8월 체코 항공은 이 항공기에 대한 주문을 취소했다고 발표했다.
COVID-19 대유행의 여파로 체코항공은 2020년 4월 서울로 가는 유일한 장거리 노선을 중단하기로 발표했으며, 이 노선은 운항 재개 후 재개되지 않게 되었다. 따라서 그들의 유일한 Airbus A330은 2020년 10월까지 임대인 대한항공으로 반납될 예정이었다.
2020년 8월, 코로나-19로 인해 모라토리엄을 선언했다. 모라토리엄은 2021년 2월 27일 만료이며, 만료에 따라 420명의 직원 전체를 해고한다고 하며, 파산위기에 몰렸다.
체코의 일간지인 호스포다스케 노비니(Hospodářské Noviny)지는 24일(현지시각) "프라하에 본사를 둔 체코항공사가 체코 고용청에 430명의 직원 전체를 해고할 것이라고 통보했다"고 보도했는데 체코 정부는 코로나19로 인한 국적 항공산업 보호를 위해 경영난을 겪는 체코항공에 금융지원을 제안했지만, 체코 정부가 국유화를 조건으로 내걸었기에 소유주인 스마트윙스(Smartwings)측이 거부했으며 그 사이 스마트윙스 그룹의 수익은 지난해 90%나 급감하는 등 경영난이 심화되는 바람에 결국 체코항공은 지난해 8월 긴급 모라토리엄(채무 이행 연기 또는 유예)을 신청했는데 모라토리엄 시한은 이달 27일로 만료된다.
세계에서 가장 오래된 항공사 중 하나인 체코항공(ČSA)이 결국 파산했다. 신종 코로나바이러스 감염증(코로나19)의 확산으로 인한 경영난을 이기지 못했다. 체코 프라하 지방법원은 최근 체코항공의 파산을 선언했다고 현지 일간지인 호스포다스케 노비니(Hospodářské Noviny)지 등이 보도했다. 프라하 지방법원에 따르면 체코항공은 미사용 항공권을 가진 23만여 명의 승객에게 돌려줄 환불금 4600만 달러 등 8200만 달러의 부채를 안고 있다. 체코항공은 "세계에서 다섯 번째로 오래된 항공사를 유지하기 위한 고육책"이라며 파산신청을 했었다.
이후 파산이 선언되어 항공권 무효화에 따른 채무가 발생하였으며 공동운항 시 체코항공 티켓 일부분을 대한항공한테 주게 되는데 파산으로 티켓이 무효화되면서 채무가 발생, 그에 대한 보상을 받게 되는 것이다. 대한항공 관계자는 "대한항공과 체코항공 공동운항은 파산 직전까지 지속해왔다"며 "체코항공이 법정관리 들어가서 채권채무 정산 시 체코 법원 판결이 필요해 기다리고 있다"고 밝혔다.
그러나 항공사는 여전히 항공편을 운영하고 있으며 구조 조정에 대해 채권자와 계속 협상하고 있다. 2021년 8월 말에 CSA는 한 대의 에어버스 A319 여객기를 운영하고 있었고 두 번째 여객기는 운항할 수 없었다.

### 운영 통합
2024년, 체코 항공은 운영 통합을 위해 모든 운영을 통합하기로 밝혔다. 이에 따라 10월 26일을 끝으로 모든 운항을 종료하고 스마트윙스로 이관, 운영을 통합하였으며 다음날인 10월 27일부로 체코 항공은 스마트윙스의 지주회사로 전환되었으며, 스마트윙스는 체코 항공의 노선을 운영하게 되었다.

## 운항 노선
- 운항 종료 직전 체코 항공은 다음과 같은 노선을 운항하고 있었다.

### 코드쉐어 협정
- 운항 종료 직전 체코 항공은 다음과 같은 항공사와 코드쉐어 협정을 체결했었다.

| - KLM (스카이팀) - TAROM (스카이팀) - 대한항공 (스카이팀) - 델타 항공 (스카이팀) - 로시야 항공 - 베트남 항공 (스카이팀) - 벨라비아 항공 - 부엘링 항공 - 불가리아 항공 - 스마트윙스 - 아에로멕시코 (스카이팀) | - 아에로플로트 (스카이팀) - 아제르바이잔 항공 - 에어 몰타 - 에어 발틱 - 에어 프랑스 (스카이팀) - 에티하드 항공 - 엘알 이스라엘 항공 - 우랄 항공 - 이베리아 항공 (원월드) - 중국남방항공 - 중화항공 (스카이팀) | - 핀에어 (원월드) - 하이난 항공 |

## 보유 기종
- 2024년 10월 운항 종료 직전 체코 항공은 다음과 같은 기종을 보유하고 있었으며 평균 기령은 13.5년이었다.[16][17]

## 사진

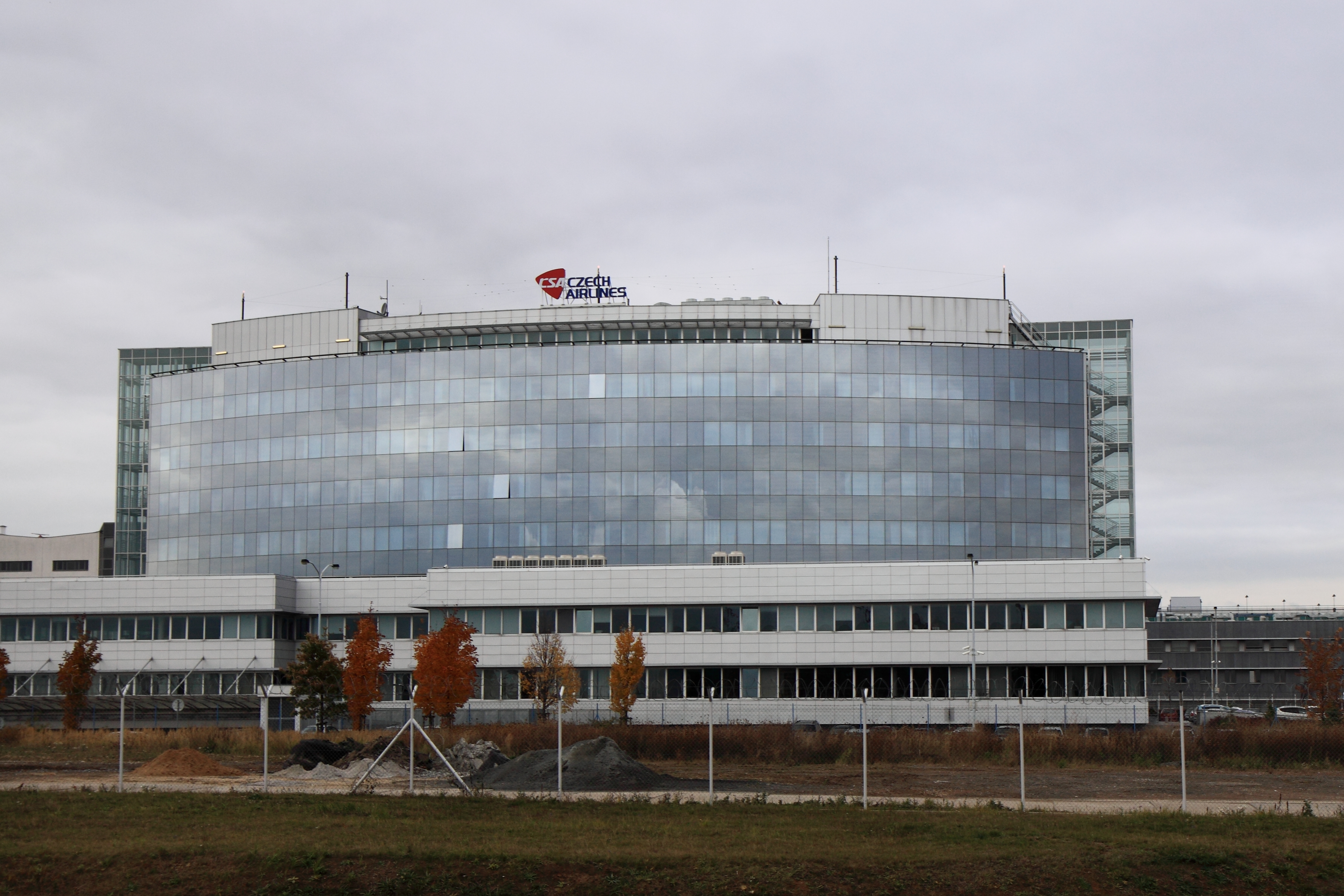
체코 항공 본사